# 清水寻也
清水寻也（日语：／ Shimizu Hiroya ，1999年6月9日—），日本男演员，出身日本东京都。曾隸屬丰田事务所、Bites，2017年11月6日之后，移籍至Office Saku。清水寻也的哥哥是同为演员的清水尚弥。

## 演艺生涯
清水寻也4岁的时候，由其兄清水尚弥所主演电影《瞬间移动的少年》的试映会上，事务所方面向清水寻也发来了试镜邀约。 清水寻也最初对演艺事业感到恐惧，但他最后还是决定进入娱乐圈，因为他觉得能在这里度过快乐而充实的每一天。 关于他是否利用其兄长的人际关系时，清水寻也表示“我不在家里谈论工作方面的事情，因为这让我感到很羞耻”，“但我会看我哥哥的电影等作品，所以当我看过的话，我会和他谈及我的感受”。
2012年，清水寻也出演了他的电影处女作《震动（震動）》。 随后，他出演了富士电视网的电视剧《高中入学考》。
2014年，清水寻也出演了中岛哲也所执导的电影《渴望。》，饰演片中有着激烈霸凌情节的“我”；随后他又在系列电影《所罗门的伪证》饰演一个恐怖的不良少年， 引发关注。
清水寻也曾为日本摇滚乐队King Gnu的歌曲，The Hole的mv中饰演男主角：一个同时爱上一男一女，对自身充满疑惑的年轻双性恋男子。尽管mv只有4分钟48秒，他生动地展现了角色经历的各种精神斗争，受到了日本网友的认可。

## 個人生活
由于其兄长的影响，清水寻也从3岁开始就学习足球。但由于清水寻也所念的小学并没有足球俱乐部，因此他在小学及初中期间对篮球有了极大的兴趣。
在时间管理上，清水寻也自认比较松散。

## 演出作品

### 電視劇
| 年份                         | 電視台       | 劇名                            | 角色               | 備註            |
| ---------------------------- | ------------ | ------------------------------- | ------------------ | --------------- |
| 2012年10月6日－12月29日      | 富士電視台   | 高中入學考                      | 澤村翔太           |                 |
| 2013年4月22日－6月24日       | TBS電視台    | 放課後GROOVE                    | 北野一兆           |                 |
| 2015年2月22日－3月22日       | WOWOW        | 天使のナイフ                    | 八木将彦           |                 |
| 2018年1月10日－2018年3月21日 | 日本電視台   | anone                           | 紙野彦星           |                 |
| 2018年7月13日－9月14日1      | TBS電視台    | 去吧！啦啦兵團                  | 椿山春馬           |                 |
| 2018年7月13日－9月29日       | 朝日電視台   | Investor Z                      | 財前孝史           |                 |
| 2019年1月6日                 | 日本電視台   | 悲慘世界 永無止境的旅程         | 斎藤涼介（青年期） |                 |
| 2019年2月16日                | 日本電視台   | Innocence 冤罪律師              | 藤里瞬             | 第5話           |
| 2019年3月9日                 | BS東視       | 在神酒診所乾杯                  | アラン             | 第7話           |
| 2019年8月31日－2019年9月28日 | 日本放送協會 | 詐騙幹員                        | 戸山祐貴           |                 |
| 2020年2月10日                | 富士電視台   | 絕對零度 (電視劇)               | 浅井航             | 第6話           |
| 2020年9月25日                | TBS電視台    | K2 池袋署刑事課 神崎·黑木       | 鴻上健也           | 第3話           |
| 2021年1月25日－3月15日       | 東京電視台   | 匿名者～警視廳「指殺人」 對策室 | 四宮純一           |                 |
| 2021年6月29日－10月29日      | 日本放送協會 | 歡迎回來百音                    | 内田衛             | 第32話－第120話 |
| 2022年1月20日－3月31日       | 朝日電視台   | 隔壁的阿力                      | 上条知樹           |                 |
| 2023年4月23日                | 日本電視台   | 但是，還保有熱情                | 和男               | 第3話           |
| 2024年1月23日－3月26日       | TBS電視台    | Eye Love You                    | 小野田學           |                 |
| 2024年7月13日－9月28日       | 日本電視台   | 神祕的密子小姐                  | 今井智             |                 |
| 2024年10月20日－12月22日     | TBS電視台    | 海中沉睡的鑽石                  | 賢將               |                 |
| 2025年7月13日－              | TBS電視台    | 第19號病歷表                    | 鹿山慶太           |                 |

## 獲得獎項
- 2018年度第11回CONFiDENCE日劇大獎新人賞（《anone》）
- 2019年度第11回TAMA電影獎最優秀新進男優賞（《ホットギミック ガールミーツボーイ》、《平行世界的愛情故事》、《貞子》）